# Hulland Ward
Hulland Ward est une paroisse civile et un village du Derbyshire, en Angleterre.